# 聖母被昇天 (アンドレア・デル・カスターニョ)
『聖母被昇天』（せいぼひしょうてん、伊:Assunzione della Vergine tra i santi Miniato e Giuliano）は、1449年から1450年頃に制作された、イタリアの初期ルネサンスの巨匠、アンドレア・デル・カスターニョによる絵画である。現在、ベルリンの絵画館に所蔵されている。

## 歴史
フィリッポ・バルディヌッチが言及した、1449年11月20日付けの碑文は、この祭壇画がフィレンツェのサン・ミニアート・トラ・レ・トッリ教会の修道院長、レオナルド・ディ・フランチェスコ・ディ・ナルド・ファラダンジによって依頼されたと伝えている。ファラダンジは、教会の主祭壇の祭壇画のために「アンドレア師匠、画家」に104リラ支払ったことを記したノートを保管していた。
教会は1888年頃に取り壊され（現在の中央郵便局がある場所にあった）、教会の遺産は分散されることになった。その後、アンドレア・デル・カスターニョの『聖母被昇天』はベルリンの絵画館に購入された。

## 概要
絵画は、幅広の青いマントを着た聖母マリアが遠近法で描かれた墓から引き上げられているところを描いている。アンドレア・デル・カスターニョに典型的なマントは、キアロスクーロを存分に用いて描かれている。墓所にはバラがあるが、バラは通常、聖母に関連する花である。聖母は、4人の天使によって華麗な光背 (マンドルラ) の中に入って、連れられて行く。
聖母の側には、聖ユリアヌス（左側、剣を持っている）とフィレンツェの聖ミニアトゥス（右側、棒と王冠を持っている）がいる。聖母がリアルな姿勢で描かれている一方、2人の聖人はより落ち着いた様子である。どちらの男性聖人も、最も高価な同時代の衣装を優雅に身に着けている。ダマスク織のみならず、紅色は、衣服の高価さを示している。
3人の人物像、とりわけ聖母の描写には、カスターニョがマサッチオやドナテッロの人体把握を継承し、それをさらに展開させたことが見て取れる。しかし背景は金箔である。